# Never Mind the Bollocks, Here's the Sex Pistols
Never Mind the Bollocks, Here's the Sex Pistols és el primer i únic àlbum d'estudi del grup de punk rock britànic Sex Pistols, publicat el 27 d'octubre de 1977 a la discogràfica Virgin Records. Sol considerar-se un dels àlbums més influents de la història de la música rock.

## Llista de cançons

### Versió d'11 pistes
Cara A
| Núm.          | Títol                 | Durada |
| ------------- | --------------------- | ------ |
| 1.            | «Holidays in the Sun» | 3:22   |
| 2.            | «Liar»                | 2:41   |
| 3.            | «No Feelings»         | 2:53   |
| 4.            | «God Save the Queen»  | 3:20   |
| 5.            | «Problems»            | 4:11   |
| Durada total: | Durada total:         | 16:27  |

Cara B
| Núm.          | Títol                 | Durada |
| ------------- | --------------------- | ------ |
| 6.            | «Seventeen»           | 2:02   |
| 7.            | «Anarchy in the U.K.» | 3:32   |
| 8.            | «Bodies»              | 3:03   |
| 9.            | «Pretty Vacant»       | 3:18   |
| 10.           | «New York»            | 3:07   |
| 11.           | «EMI»                 | 3:10   |
| Durada total: | Durada total:         | 18:12  |

- La majoria de còpies d'11 pistes incloïen «Submission» en forma de senzill de set polzades d'una sola cara.

### Versió de 12 pistes
Cara A
| Núm.          | Títol                 | Durada |
| ------------- | --------------------- | ------ |
| 1.            | «Holidays in the Sun» | 3:22   |
| 2.            | «Bodies»              | 3:03   |
| 3.            | «No Feelings»         | 2:53   |
| 4.            | «Liar»                | 2:41   |
| 5.            | «God Save the Queen»  | 3:20   |
| 6.            | «Problems»            | 4:11   |
| Durada total: | Durada total:         | 19:30  |

- A les versions nord-americanes, l'ordre de les pistes 5 i 6 s'intercanvia.

Cara B
| Núm.          | Títol                 | Durada |
| ------------- | --------------------- | ------ |
| 7.            | «Seventeen»           | 2:02   |
| 8.            | «Anarchy in the U.K.» | 3:32   |
| 9.            | «Submission»          | 4:12   |
| 10.           | «Pretty Vacant»       | 3:18   |
| 11.           | «New York»            | 3:07   |
| 12.           | «EMI»                 | 3:10   |
| Durada total: | Durada total:         | 19:21  |

## Personal
- Johnny Rotten – veu
- Steve Jones – guitarra, baix i segones veus
- Sid Vicious – baix a "Bodies"
- Glen Matlock – baix a "Anarchy in the U.K."
- Paul Cook – bateria